# Der Sprung über den Schatten
Der Sprung über den Schatten är en tysk komisk opera i tre akter med musik och text av Ernst Krenek.

## Historia
Operan var förmodligen den första som inkorporerade element av jazz. Användningen av jazzmusiken var mer parodisk än autentisk och gick helt i linje med verkets satiriska ton vilken var att göra narr av psykoanalysen. Musiken karikerar atonal expressionism i scener fulla av absurditet och förvirring. Diverse alluderingar görs till Mozart, Beethoven och Richard Strauss, med hjälp av utstuderade kontrapunktiska tekniker. Krenek arbetade på operan åren 1922-23 och den hade premiär den 9 juni 1924 på Frankfurtoperan. Våren 1928 blev Der Sprung den första samtida västerländska opera som sattes upp i Sovjetunionen. Den låg sedan bortglömd ända till dess 1989 då den sattes upp i Bielefeld.

## Personer
- Prins Kuno (bas)
- Prinsessan Leonore, hans hustru (sopran)
- Grevinnan Blandine, hennes kammarjungfru (mezzosopran)
- Odette, hennes husa (sopran)
- Dr. Berg, psykoanalytiker och hypnotisör (baryton)
- Marcus, privatdetektiv (tenor)
- Laurenz Goldhaar, en poet (tenor)
- Prinsens hovmarskalk (tenor)
- En hovman (tenor)
- Kapten för slottsvakten (bas)
- Fyra domare (2 tenorer, 2 basar)
- En man i mängden (tenor)
- En kypare (talroll)
- En hovman, en advokat (stumma roller)

## Handling
Poeten Goldharr och den gifta prinsessan Leonore älskar varandra. Leonores man, prins Kuno, hyr en privatdetektiv för att spionera på sin hustru. Den korrupte psykoanalytikern doktor Berg tar sig an uppdraget då han också åtrår Leonore. På en maskeradbal dansar alla och försöker hoppa över sina egna skuggor i en imitation över vad de anser vara lössläppt amerikansk jazzhedonism. Goldharr misstas för Berg och arresteras för att ha försökt förföra Leonore med hypnos. Plötsligt utbrister revolution och prins Kunos gamla regim störtas och ersätts av den folkvalde doktor Berg som president. De älskande flyr.